# 이우리
이우리(2000년 2월 8일~2024년 3월 14일)는 대한민국의 성우이다. 2021년 CJ ENM 11기 성우로 데뷔했다.
2024년 3월 14일, 24세의 나이로 사망했다. 유족의 요청에 따라 사인은 공개되지 않았다.

## 주요 작품

### 애니메이션

#### 2015년,2016년
- 좀비덤 시즌1 - 특별방영,각종 단역

#### 2017년,2018년,2019년
- 좀비덤 시즌2 - 그외

#### 2021년
- 도깨비언덕에 왜 왔니? - 악어병사3, 어린 쿠도, 사천왕 레
- 명탐정 코난 19기 - 나세준, 이차로, 차노혁
- 뱀파이어소녀 달자
- 신비아파트 시리즈
- 신비아파트 고스트볼Z: 어둠의 퇴마사 - 노란 해치, 현룡, 선생님, 소년, 최규영, 박물관 직원, 상준, 관객 2, 웨이터
- 세상에 나쁜 악귀는 없다 - 식당 주인
- GHOST 무서 WAR 시즌 2 - 구해준, 당직병, 유토파 유저들, 판돌이, 고민준
- 안녕! 보노보노 7기
- 웰컴투 정글스쿨 - 오구리, 고다일, 원숭이, 소한우
- 이상한 과자가게 전천당 - 맥, 남성 회사원, 악마, 삼식, 현성 아빠
- 짱구는 못말려 6기 재더빙(더 비기닝) - 각종 단역
- 짱구는 못말려 21기 - 각종 단역

#### 2022년
- 뱀파이어소녀 달자 - 편의점 아르바이트생
- 명탐정 코난 20기 - 박철만, 구현오, 이상배
- 신비아파트 시리즈
- 신비아파트 고스트볼Z: 귀도퇴마사 - 귀도 염, 현룡, 진태, 동물원 원장, 최규영, 5층 남편, 의사, 뱀파이어 1, 어부 2, 승객 2
- GHOST 무서 WAR 시즌 3 - 슬렌더맨, 토이마스터, 거래자, 교수님, 친구, 이상건
- 안녕! 보노보노 8기 - 담팡이
- 토마스와 친구들: 함께 달리자! - 제임스, 위프
- 짱구는 못말려 22기 - 각종 단역
- 요괴워치 음표
- 퍼피 구조대 8기
- 좀비덤 3기 - 각종 단역

#### 2023년
- 네모바지 스폰지밥 시즌 13 - 버트, 슬래피, 판매원
- 신비아파트 시리즈
- 신비아파트 고스트볼 ZERO - 성호, 5-3 담임선생님, 진웅, 한진서 아빠, 진희, 성인 게이머, 청년 퇴마사, 공사 현장간부, 포이즌 스콜피온
- 신비아파트: 부기의 발명품을 찾아라! - 운전 기사, 주지 스님
- 신비아파트 고스트볼 ZERO: 두 번째 이야기 - 현룡, 박세진, 늪지남매(오빠), 최진택, 최찬호, 블랙크라켄 / 꾸물이, 마법사 석상, 남자 친구, 씽쌩스키, 학생, 피노키오 / 이정환, 뉴스 앵커, 라미아의 수하, 귀도퇴마사 대원 3
- 신비아파트 스페셜: 철궁이와 철원 히어로즈 한탄강의 전설 - 철용이
- 올리의 신비한 몬스터 가방 - 처리반
- 안녕! 보노보노 9기 - 오소리 아빠, 로키
- 짱구는 못말려 23기 - 각종 단역
- 명탐정 코난 21기 - 어린 이상윤
- 좀비덤 3기 - 각종 단역

#### 2024년
- 빅 네이트 - 테디
- 링컨의 집에서 살아남기 집에서 놀자 스페셜 - 플립, 하드코어 외 단역
- 구미호던: 연의 시작

### 극장용 애니메이션
- 극장판 명탐정 코난 시리즈
- 명탐정 코난: 흑철의 어영 - 한스
- 극장판 짱구는 못말려 시리즈
- 극장판 짱구는 못말려: 격돌! 낙서왕국과 얼추 네 명의 용사들 - 빅토리, 식품대신(동생), 롤러 병사 외 다수 배역
- 극장판 짱구는 못말려: 수수께끼! 꽃피는 천하떡잎학교 - 뾰족머리 외 다수 배역
- 극장판 짱구는 못말려: 동물소환 닌자 배꼽수비대 - 꽃미남, 개그맨 2
- 신차원! 짱구는 못말려 더 무비: 초능력 대결전 ~날아라 수제김밥~ - 로사 애인
- 신비아파트 시리즈/극장판 및 특별판
- 신비아파트 특별판: 빛의 뱀파이어와 어둠의 아이(TVING) - 아이기스 퇴마사, 해골병사
- 신비아파트 극장판 차원도깨비와 7개의 세계 - 가드 1
- 신비아파트 특별판: 조선퇴마실록(TVING) - 상인 2, 호위무사, 평안대감집 사람, 조선각귀, 거인각귀, 신하, 내관, 간수 2
- 신비아파트 특별편: 붉은 눈의 사신 - 마법사 석상, 현룡, 앵커, 부하

### 노래
- 올리의 신비한 몬스터 가방 오프닝 중 코러스(with 김동현, 김윤기)

### 오디오 드라마
- 독어택 (ACO) - 성윤일 외
- 반칙 : 조커 (ACO) - 마일러 외
- 용이 비를 내리는 나라 (야해) - 스우
- 이중첩자 (ACO) - 스노우 외
- 야화첩 (야해밤바다 야해) - 윤승원 외
- 슈가 블루스 (ACO) - 서한열
- 모두에게 친절한 너는 왜(야해밤바다 야해) - 서정윤
- 올림피언 (플링) - 이여준
- 녹색전상 (ACO) - 류양
- 무령의 혼 (카카오페이지) - 김무령
- 노 네임 (플링) - 박은율 외

### 게임
- 던전 앤 파이터 - 마일란 릿
- 원신 - 사이노
- 쿠키런: 킹덤 - 로드 오이스터
- 스매시 레전드 - 피노키오(생전 본인의 사실상 마지막 작품)
- 파이널판타지14 -오쉬온